# 小山ちれ
小山 ちれ（こやま ちれ、1964年9月30日 - ）は、中国出身日本人の元卓球選手。中華人民共和国、上海市生まれ。中国名は何智麗（か ちれい、He Zhili, 何智丽）。前陣速攻型。ITTF世界ランキング最高位は1位。段級位は6段。中国代表として1987年世界選手権シングルス優勝などをしたが、何智麗事件を起こし引退。その後1989年に日本人男性と結婚、来日、選手として復帰し、池田泉州銀行に所属。1992年には日本に帰化し、全日本選手権を史上最多の女子シングルス8回優勝。日本代表として1994年アジア大会シングルス、1996年アジア卓球選手権シングルス優勝などの成績を残した。

## 主な戦績
- 1985年 - 世界卓球選手権イエテボリ大会女子団体優勝
- 1987年 - 世界卓球選手権ニューデリー大会女子単優勝
- 1992年 - 全日本卓球選手権大会女子単優勝
- 1993年 - 世界卓球選手権イエテボリ大会女子単ベスト16、全日本卓球選手権大会女子単優勝
- 1994年 - 広島アジア大会女子単優勝、全日本卓球選手権大会女子単優勝
- 1995年 - 全日本卓球選手権大会女子単優勝
- 1996年 - アトランタオリンピック女子単5位、全日本卓球選手権大会女子単優勝
- 1997年 - 全日本卓球選手権大会女子単優勝
- 1999年 - 世界卓球選手権アイントホーフェン大会女子単ベスト16、全日本卓球選手権大会女子単優勝
- 2000年 - シドニーオリンピック女子単5位、プロツアー・ザグレブオープン優勝、全日本卓球選手権大会女子単優勝
- 2003年 - 第37回全日本社会人選手権大会女子単優勝（8回目）

## 経歴
上海体育学院専門学校を卒業、1987年、中国選手として世界選手権優勝（下記「何智麗事件」参照）。1988年、世界ランキング1位であったにもかかわらずソウルオリンピック中国代表から漏れ、現役を引退。
1989年、池田銀行卓球部の日本人コーチ、小山英之と結婚して来日し、大阪府池田市へ移住。その後に現役へ復帰して夫の指導を受け、1992年10月に日本に帰化して日本国籍を取得し、同年の全日本卓球選手権大会で女子シングルスに初優勝、以来1997年までの6連覇を含む8度の優勝を飾る。1994年の広島アジア大会において、1992年バルセロナオリンピック女子シングルス金メダリストで当時世界ランキング1位の鄧亞萍を破って優勝、中国卓球界に衝撃を与えた。1996年アトランタオリンピックと2000年シドニーオリンピックでは女子卓球日本代表となり、両大会とも準々決勝まで進出して敗退。その間、1997年には夫との離婚調停を申し立て、2000年に成立したが、その後も池田市に在住。2001年、国際大会から引退。
その後も池田銀行所属の実業団選手として日本リーグでの活動を続けたが、2006年に池田銀行が卓球部を廃部すると所属チームを失った。小山は同銀行（2010年に合併で池田泉州銀行へ変更）に残り、現在は同銀行のシンクタンク・地域貢献活動を行う（株）自然総研のイベント講座で年に数回行われる卓球教室を指導している。

## プレースタイル
中国代表の頃は、ドライブを多用したパワフルな攻撃が目立った。日本に帰化してからは、一転して前陣でブロックを多用したラリー中心の戦術に変えた。そして、隙あらばカウンターを放つ、体力を大きく消耗させないスタイルになった。

## 何智麗事件
1987年の世界卓球選手権ニューデリー大会の準決勝は同じ中国のカットマン、管建華との対決となった。この試合では中国の上層部から管建華を勝たせるようにと指令が出ていたが彼女はこれを無視して勝利、優勝を果たした。かつて管建華の指導者だった荘則棟によれば「管建華は勝つ指令を信じたまま心の準備もなく敗れてしまった」と述べている。

## 福原愛へのコメント
2003年、当時中学3年生だった福原愛との「年齢差のあるライバル関係」をマスコミに問われた小山は「あの程度の選手は中国にはざらにいます」と発言、事実だったが言わなくても良い発言と一部の週刊誌は「大人げないコメント」と叩いたが、元世界チャンピオンで抜群の実績を持つ自分と、まだオリンピック出場経験もない新人の福原を同格のライバルと比較された事に痛くプライドを傷つけられ言葉をとがらせたものと見られている。マスコミの話題作りの為の無理な設定が小山にとって挑発的なものとなりストレートに反応したものだった。